# Емма Віллард
Емма Гарт Віллард (нар. 23 лютого 1787 — пом. 15 квітня 1870) — активістка американського руху за жіночу освіту, яка присвятила йому своє життя. Вона працювала в кількох навчальних закладах і заснувала першу школу для вищої жіночої освіти Тройську жіночу семінарію в Трої, Нью-Йорк. Завдяки успіху своєї школи Віллард змогла подорожувати країною та за кордоном, просуваючи освіту для жінок. У 1895 році семінарію перейменували на школу імені Емми Віллард на її честь.

## Ранні роки
Емма Віллард народилася 23 лютого 1787 року в Берліні, штат Коннектикут. Вона була шістнадцятою з сімнадцяти дітей Семюеля Гарта та його другої дружини Лідії Гінсдейл Гарт. Її батько займався фермерством, він заохочував своїх дітей читати та думати самостійно. У молодому віці батько помітив пристрасть Емми до навчання. У той час жінки отримували лише базову освіту, але Віллард брала участь у сімейних дискусіях, як-от політика, філософія, світова політика та математика, які обговорювали переважно чоловіки. У 1802 році 15-річна Віллард пішла до своєї першої школи у своєму рідному місті. Вона так швидко опанувала знання, що всього через два роки стала там викладати. Зрештою Віллард очолила академію у 1806 році.

## Кар'єра
У 1807 році Віллард покинула Берлін і недовго працювала у Вестфілді, штат Массачусетс, потім прийняла пропозицію роботи в жіночій академії в Міддлбері, штат Вермонт. Вона обіймала посаду директора академії з 1807 по 1809 рік. Її не вразило те, що там викладали, і у 1814 році, у власному будинку, вона відкрила школу-інтернат для жінок, Міддлберійську жіночу семінарію. Її надихнули предмети, які вивчав її племінник Джон Віллард у Муддлберійському коледжі, і прагнула вдосконалити навчальну програму в школах для дівчат. Віллард вважала, що жінки можуть опанувати такі предмети як математика та філософія, а не тільки ті, які викладають в пансіонах для дівчат. Ця пристрасть до жіночої освіти спонукала її до боротьби за першу жіночу школу для вищої освіти.

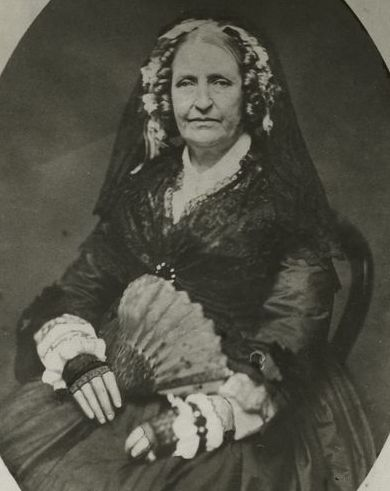
Емма Віллард

Її успіх надихнув поділитися своїми ідеями щодо освіти та написати у 1819 році брошуру «План покращення жіночої освіти», яку вона представила членам Легіслатури штату Нью-Йорк. Її план містив пропозицію щодо державного фінансування жіночої семінарії, як і чоловічих шкіл. Віллард не отримала відповіді від законодавців, деякі з яких вважали, що освіта жінок суперечить волі Бога. Віллард нарешті отримала підтримку від губернатора Нью-Йорка Девітта Клінтона, який запросив її відкрити школу. Спочатку Віллард відкрила заклад у Вотерфорді, Нью-Йорк, але не отримавши обіцяної фінансової підтримки, перевела до Трої, Нью-Йорк, де їй надали більше підтримки та фінансування.
Тройську жіночу семінарію відкрили у вересні 1821 року, вона працювала як інтернат і як школа денного перебування. Це була перша школа в США, яка пропонувала вищу освіту для жінок. Навчальна програма складалася з предметів, які вона хотіла додати до жіночої освіти: математика, філософія, географія, історія та природознавство. Школа мала успіх: у 1831 році в ній навчалося понад 300 учнів. Школа залучала учнів із заможних сімей або сімей, які мали високе становище. Попри те, що більшість студентів все одно ставали домогосподарками, Віллард ніколи не перешкоджала їм прагнути до жіночої освіти та продовжувала боротися за їхні права. Попри її сучасну репутацію в історії жінок, Віллард не була прихильницею руху за жіноче виборче право у середині XIX століття. Віллард дотримувалась думки, що освіта жінок є набагато важливішою справою.
Наприклад, коли Емма Віллард виступала перед Легіслатурою штату Нью-Йорк у 1819 році, за рік до цього, Томас Джефферсон написав листа, у якому запропонував жінкам не читати романи «як сміття» за кількома винятками. «З такої ж причини не варто захоплюватися поезією». Емма Віллард заявила, що освіту жінок «занадто спрямовували на приготування демонстрації ними переваги принад молодості та краси». Проблема, за її словами, полягала в тому, що «смак чоловіків, яким би він не був, перетворився на еталон для формування жіночого характеру». Розум і релігія вчать нас, сказала вона, що «ми теж первинні істоти… а не супутники чоловіків».

## Шлюб і сім'я

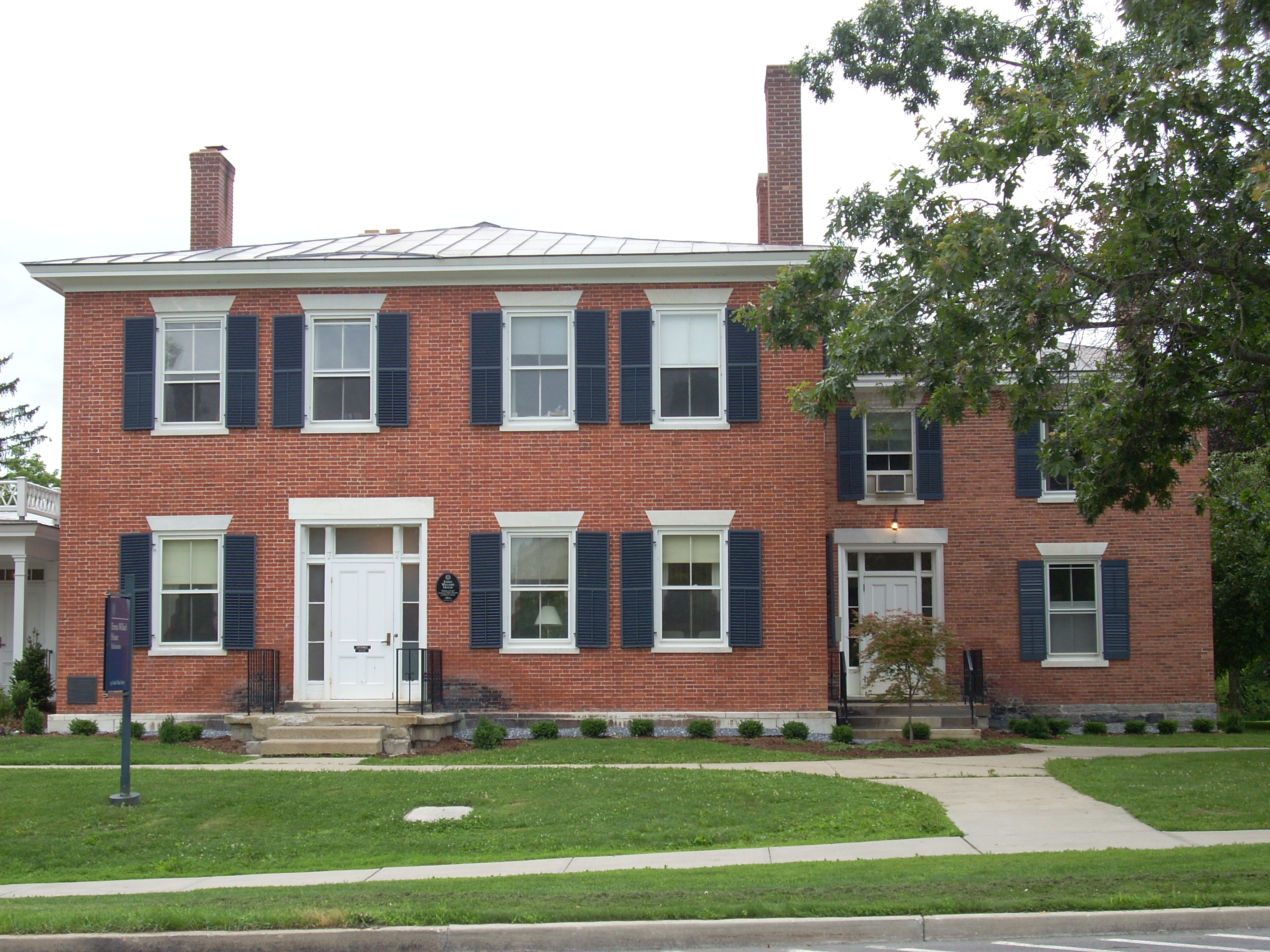
Будинок Емми Віллард у Міддлбері

Працюючи в академії в Міддлбері, Емма познайомилася зі своїм майбутнім чоловіком Джоном Віллардом. Він був лікарем і на 28 років старший за неї. Джон Віллард привів чотирьох дітей від попередніх шлюбів. Його племінник, якого також звали Джон Віллард, жив з ними під час навчання в коледжі Міддлбері, що надихнуло Емму Віллард на формування її освітніх поглядів. Її молодша сестра, Альміра Гарт Лінкольн Фелпс, приєдналася до Емми у 1823 році, після смерті її першого чоловіка, Симеона Лінкольна, і вісім років викладала в Тройській жіночій семінарії. В Емми та Джона Вілларда був спільний син Джон Віллард Гарт, який очолив Тройську жіночу семінарію, коли Віллард покинула її у 1838 році. Чоловік Емми помер у 1825 році, а у 1838 році вона вдруге вийшла заміж за Крістофера С. Єтса, з яким розлучилася у 1843 році.

## Праці
Окрім прибутків, отриманих від Тройської жіночої семінарії, Віллард також заробляла на життя авторством. За своє життя вона написала кілька підручників, зокрема з історії та географії. Деякі з її праць: «Історія Сполучених Штатів, або Республіки Америка» (1828), «Система виконання обіцянки» (1831), «Трактат про рушійні сили, які викликають кровообіг» (1846), «Путівник до Храму часу та Всесвітня історія для шкіл» (1849), «Останні сторінки американської історії» (1849), «Астронографія, або Астрономічна географія» (1854), «Мораль для молоді» (1857). Історичні та географічні тексти Вілларда були як про жінок, так і про чоловіків, підкреслюючи статус жінки як головний фактор, який визначає, чи можна описати суспільство як цивілізоване. Її географічна педагогіка створення мап стала популярною у США, а також вплинула на американські місіонерські школи в Південній Азії протягом XIX століття. Віллард також опублікувала книгу віршів «Виконання обіцянки» (1831) з її найпопулярнішим віршем під назвою «Розгойдана в колисці глибини», який вона, як повідомляється, написала під час океанської подорожі у 1839 році. У 1830 році вона здійснила тур Європою. Через три роки вона пожертвувала кошти від своєї книги про подорожі школі для жінок, яку вона допомогла заснувати в Афінах, Греція. Ця книга «Листи з Франції та Британії» отримала рецензію разом із розповіддю Еббі Джейн Моррелл про її подорожі субантарктичними районами, і вони були описані як «твори наших самоучок, які [є] … гідними своєї статі».

## У співпраці з іншими авторами
Віллард написала спільно з американським географом Вільямом Ченнінгом Вудбріджем «Географію й атласи Вудбріджа та Віллард» (1823). Також разом з ним вона написала «Систему універсальної географії на принципах порівняння та класифікації». Про неї написали кілька біографічних книг. Її книги з географії обговорював Калхун, а з історії — Бейм.

## Подальше життя

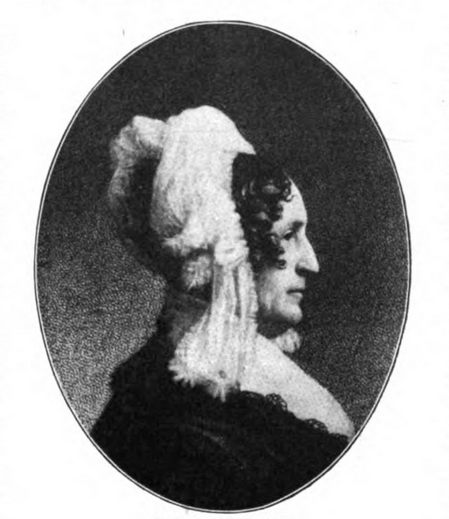
Фото без дати

Джон Віллард, чоловік Емми, помер у 1825 році. Вона очолювала Тройську жіночу семінарію до свого другого шлюбу у 1838 році, і залишила школу в руках свого сина та невістки. Вона вийшла заміж за доктора Крістофера Єтса і переїхала з ним до Бостона. Він залишив свою кар'єру, і після дев'яти місяців шлюбу вони розлучилися, у 1843 році їм видали постанову про розлучення. Свої останні роки вона провела, подорожуючи Америкою та Європою, щоб сприяти освіті жінок. На підтримку цих зусиль вона опублікувала низку статей і виступала з лекціями по всій країні для популяризації справи. Її особистим помічником була Селія М. Берлі. Зусилля Віллард допомогли створити школу для жінок в Афінах, Греція. Емма Віллард померла 15 квітня 1870 року в Трої, штат Нью-Йорк, її поховали на цвинтарі Оуквуд.
Тройську жіночу семінарію перейменували на школу Емми Віллард у 1892 році на її честь і сьогодні все ще підтримує її тверду віру в жіночу освіту. Статуя на честь її заслуг у справі вищої освіти встановили у Трої у 1895 році. Меморіал Емми Віллард спорудили у Міддлбері у 1941 році. У 1905 році Віллард зарахували до Зали слави великих американців у Бронксі, Нью-Йорк, у 2013 році — до Національної зали слави жінок.

## Додаткова література
- Baym, Nina. "Women and the Republic: Emma Willard's Rhetoric of History, American Quarterly (1991) 43#1 pp. 1–23 in JSTOR
- Goodsell, Willystine, et al. Pioneers of Women's Education in the United States: Emma Willard, Catherine Beecher, Mary Lyon. (1931)
- Grigg, Susan. «Willard, Emma Hart»; American National Biography Online Feb. 2000. Access Nov 20 2014
- Lutz, Alma. Emma Willard: pioneer educator of American women (Greenwood Press, 1983)
- Article from the Emma Willard School
- Anna Callender Brackett, ed., Woman and the higher education (Harper, 1893).
- Emma Willard,  A plan for improving female education (Middlebury College, 1819).
- «Maps Have the Power to Shape History» An article regarding her mapping innovations, Atlas Obscura 2018